# Hagelkruis

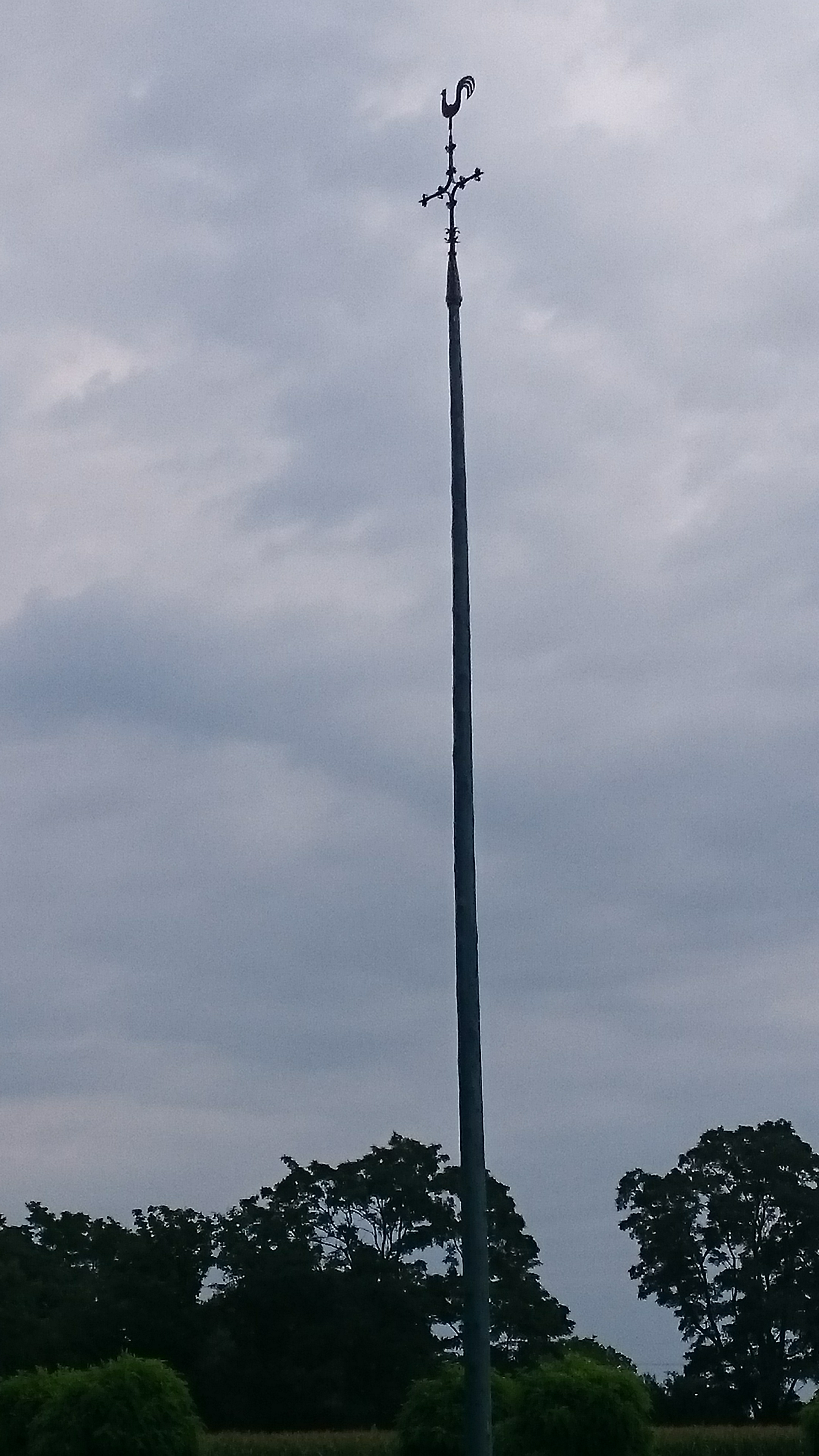
Liemers hagelkruis Kilder

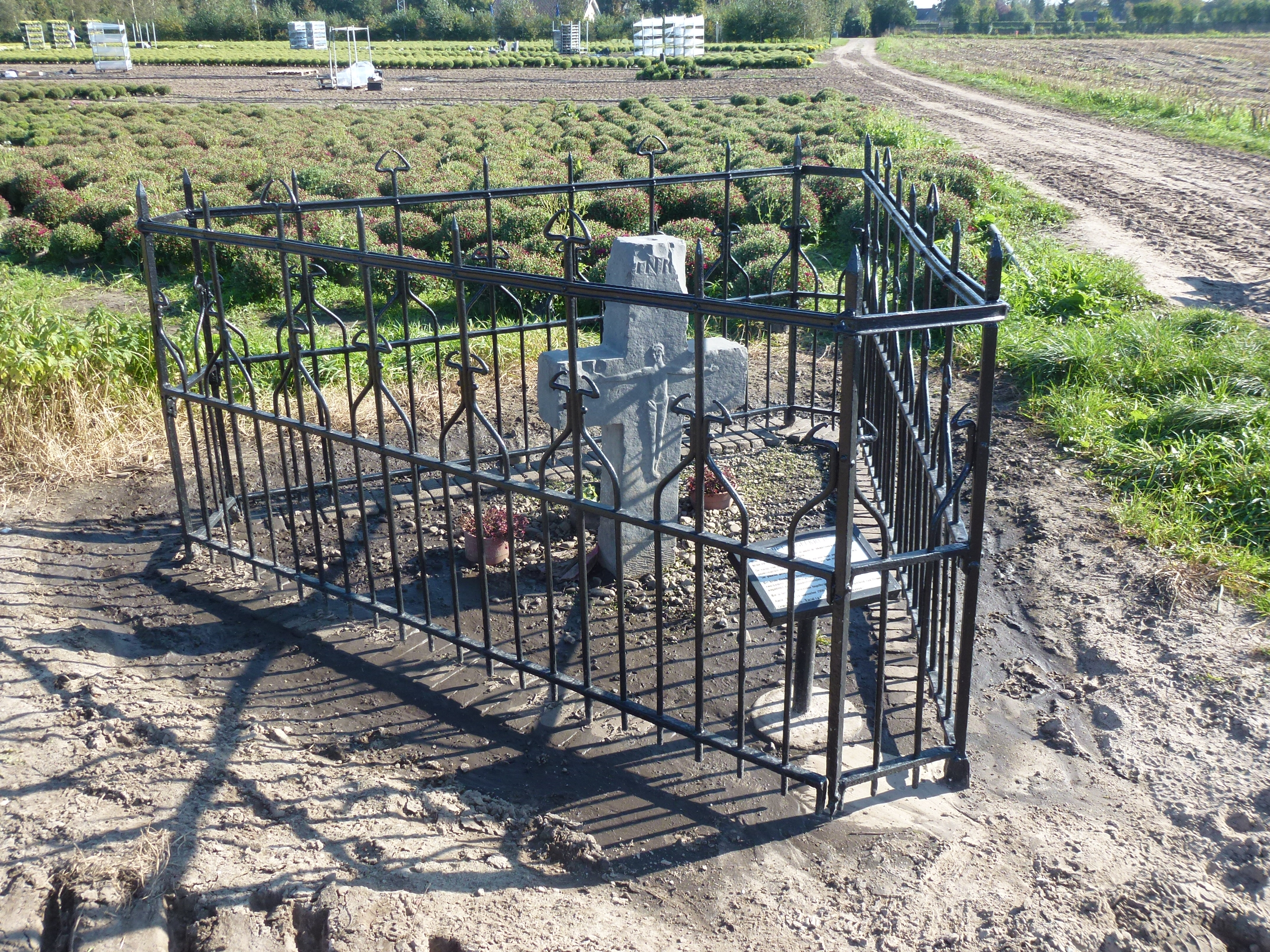
Hagelkruis te Aarle-Rixtel

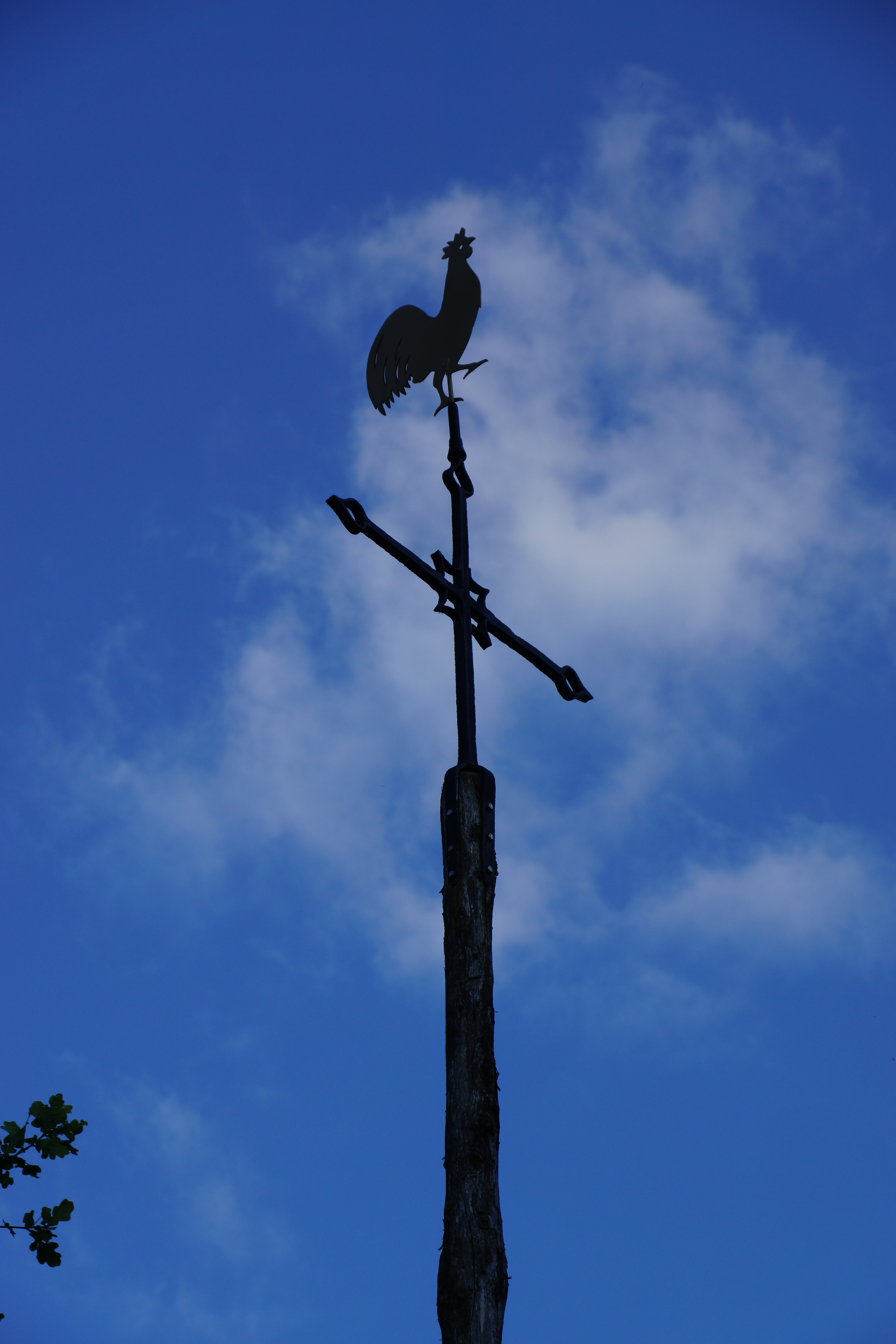
Hagelkruis Wehl

Een hagelkruis is een wegkruis dat geplaatst werd om boze geesten af te weren, onder andere opdat gewassen niet door hagel beschadigd zouden raken. Hagelkruisen zijn er in twee typen, het Liemerse kruis van ijzer geplaatst op een hoge ijzeren of houten mast en het stenen of houten kruis dat op de grond geplaatst is.
Hagelkruizen werden voornamelijk bij kruispunten opgetrokken. Het oudste bewaard gebleven hagelkruis in Nederland is het hagelkruis te Aarle-Rixtel. In België vindt men onder meer een hagelkruis te Ekeren.
Bij sommige hagelkruisen vond brooduitdeling aan de behoeftigen plaats, terwijl een dergelijk kruis ook een halteplaats voor een processie kon zijn.
Er wordt wel beweerd dat het Hagelkruis afkomstig is van de 'hagalaz'-rune, die in vereenvoudigde vorm afgebeeld wordt als een kruis. Sommige legenden geven er weer andere betekenissen aan.
Een boakenstuk of boakenbrink is een uitdrukking die in Oost-Nederland gehanteerd wordt en een open, ruige plek in het midden van de es mee aangeduid werd waar een baken staat of stond. De naam baken verwijst mogelijk naar de plaats waar een hagelkruis staat of stond.

## Locaties
Plaatsen in Nederland en België waar een hagelkruis staat of stond zijn:
- Aarle-Rixtel[2]: Hagelkruis Aarle-Rixtel
- Asselt[2]
- Azewijn[2]
- Boxmeer[2]
- Ekeren (Antwerpen): Hagelkruis Ekeren
- Enschede[2]: boakenstuk
- Goirle
- Helmond (Stiphout)
- Hengelo[2]
- Kessel[2]: Hagelkruis Kessel
- Lonneker[2]: boakenbrink
- Maarheeze
- Maasbree: Hagelkruis 't Heeske
- Maasniel[2]
- Meijel[2][3]
- Montfort
- Ootmarsum[2]: boaken
- Riel
- Sint Odiliënberg: Hagelkruis Sint Odiliënberg[4]
- Tilburg[5]
- Twickel[2]: boakenstuk
- Usselo[2]: boakenstuk
- De Vecht (gemeente Voorst)[6]

### Hagelkruisen van het Liemerse type
- Beek (Montferland)[2]: Hagelkruis Beek
- Wehl[2]: Hagelkruis Wehl
- Het oude kerspel Zeddam:[2]
  - Kilder[2]: Hagelkruis Kilder
  - Stokkum: Hagelkruis Stokkum
  - Vethuizen[2]: Hagelkruis Vethuizen
- Zelhem[2]